# Aphthona bonvouloiri
Aphthona bonvouloiri es un coleóptero de la familia Chrysomelidae. Fue descrita en 1860 por Allard.